# Abraxas crocearia
Abraxas crocearia là một loài bướm đêm trong họ Geometridae.